# Đinh Văn Thê
Đinh Văn Thê (sinh ngày 30 tháng 4 năm 1975, người Ba Na) là sĩ quan Quân đội nhân dân Việt Nam. Ông là Đại tá, hiện là Đảng ủy viên Đảng ủy Quân sự tỉnh, Phó Chỉ huy trưởng Bộ Chỉ huy Quân sự tỉnh Gia Lai, Đại biểu Quốc hội khóa XV từ Gia Lai. Ông từng là Phó Tham mưu trưởng Bộ Chỉ huy Quân sự này.
Đinh Văn Thê là đảng viên Đảng Cộng sản Việt Nam, học vị Cử nhân Quân sự, Cao cấp lý luận chính trị. Ông có hơn 30 năm quân ngũ đều phục vụ ở Quân khu 5, Quân đội nhân dân Việt Nam.

## Xuất thân và giáo dục
Đinh Văn Thê sinh ngày 30 tháng 4 năm 1975, đúng vào ngày thống nhất đất nước tại xã Ya Hội, huyện Đak Pơ, tỉnh Gia Lai. Ông sinh ra trong gia đình cách mạng người Ba Na, lấy họ mẹ là họ Đinh theo phong tục địa phương, mẹ là Đinh Thị Chớ, nguyên Phó Chủ tịch Hội Liên hiệp phụ nữ tỉnh Gia Lai, bố là Thiếu tướng Kpă Thìn, nguyên Chỉ huy trưởng Bộ Chỉ huy Quân sự tỉnh Gia Lai, đại biểu Quốc hội khóa IV, V, VI, chú là Đại tá Kpă Nguyên, nguyên Chỉ huy trưởng Bộ Chỉ huy Quân sự tỉnh Đắk Lắk. Vào tháng 8 năm 1988, khi 13 tuổi thì bắt đầu học tập văn hóa Trường quân chính II thuộc Quân khu 5, Quân đội nhân dân Việt Nam. Ông tốt nghiệp khóa học này vào tháng 9 năm 1992, sau đó tiếp tục là học viên Trợ lý huyện của Trường Quân chính II cho đến tháng 8 năm 1993, đồng thời được kết nạp Đảng Cộng sản Việt Nam tại trường vào ngày 16 tháng 6 năm 1993, trở thành đảng viên chính thức sau đó 1 năm. Tháng 10 năm 1997, ông tới Trường sĩ quan Lục quân 2, nay là Trường Đại học Nguyễn Huệ để học chương trình hoàn thiện sĩ quan phân đội và tốt nghiệp vào tháng 7 năm 1997. Ông tham gia các khóa học như khóa bổ túc Quân báo Trinh sát tại Trường Quân sự Quân khu 5 giai đoạn tháng 8–11 năm 2004; khóa đào tạo cấp trung, Sư đoàn từ tháng 9 năm 2010 đến tháng 2 năm 2013, khóa hoàn chỉnh kiến thức Cao cấp lý luận chính trị từ tháng 12 năm 2018 đến tháng 4 năm 2019 đều tại Học viện Lục quân; và khóa đào tạo cao cấp ngắn hạn quân sự địa phương tại Học viện Quốc phòng.

## Sự nghiệp
Tháng 8 năm 1993, sau khi hoàn thành các khóa học văn hóa, học trợ lý ở Trường Quân chính II của Quân khu 5 từ năm 1988, Đinh Văn Thê nhập ngũ Quân đội nhân dân Việt Nam, tốt nghiệp được điều về Trường Thiếu sinh quân Dân tộc, Quân khu 5 làm Phó Đại đội trưởng Đại đội quản lý học viên. Tháng 5 năm sau, ông là Phó Bí thư chi bộ, Đại đội trưởng Đại đội quản lý học viên, giữ vị trí này liên tục cho đến năm 2004. Tháng 4 năm 2004, ông được điều về Bộ Chỉ huy Quân sự tỉnh Gia Lai, tới Ban Chỉ huy Quân sự huyện Chư Păh làm Trợ lý Dân quân Tự vệ, tới cuốn năm thì chuyển sang làm Trợ lý Quân báo. Tháng 5 năm 2007, ông chuyển sang Ban Chỉ huy Quân sự huyện Ia Grai, nhậm chức Phó Bí thư chi bộ, Phó Tham mưu trưởng, đến tháng 12 năm 2009 thì được bầu làm Đảng ủy viên Đảng ủy Quân sự huyện, Phó Chỉ huy trưởng kiêm Tham mưu trưởng Ban Chỉ huy Quân sự huyện Ia Grai. Vào tháng 6 năm 2013, Đinh Văn Thê được điều tới huyện Chư Pưh, chỉnh định vào Ban Thường vụ Huyện ủy, nhậm chức Chỉ huy trưởng Ban Chỉ huy Quân sự huyện Chư Pưh.
Tháng 6 năm 2014, Đinh Văn Thê được điều lên Bộ Chỉ huy Quân sự tỉnh Gia Lai, nhậm chức Đảng ủy viên Đảng ủy Quân sự tỉnh, Phó Tham mưu trưởng. Tới tháng 12 năm 2019, ông được bổ nhiệm làm Phó Chỉ huy trưởng Bộ Chỉ huy Quân sự tỉnh. Đầu năm 2021, ông được Bộ Tư lệnh Quân khu 5 giới thiệu tham gia ứng cử đại biểu quốc hội từ Gia Lai, thuộc đơn vị bầu cử số 2 gồm thị xã An Khê và các huyện Kbang, Kông Chro, Đak Pơ, Mang Yang, Đak Đoa, rồi trúng cử Đại biểu Quốc hội khóa XV với tỷ lệ 81,88%.

## Lịch sử thụ phong quân hàm
| Quân hàm | Đại tá |  |  |  |  |  |  |  |  |  |  |
| Cấp bậc  | Đại tá |  |  |  |  |  |  |  |  |  |  |
|          |        |  |  |  |  |  |  |  |  |  |  |